# Acanthophyllum aculeatum
Acanthophyllum aculeatum är en nejlikväxtart som beskrevs av Boris Konstantinovich Schischkin. Acanthophyllum aculeatum ingår i släktet Acanthophyllum och familjen nejlikväxter. Inga underarter finns listade i Catalogue of Life.